# Anopheles pharoensis
Anopheles pharoensis är en tvåvingeart som beskrevs av Theobald 1901. Anopheles pharoensis ingår i släktet Anopheles och familjen stickmyggor. Inga underarter finns listade i Catalogue of Life.